# El Limón (Guerrero)
El Limón es una localidad del estado mexicano de Guerrero. Es parte del municipio de Tecoanapa.

## Demografía
| Gráfica de evolución demográfica |
|                                  |

| Censo | Población |
| ----- | --------- |
| 1910  | 119       |
| 1921  | 168       |
| 1930  | 241       |
| 1940  | 374       |
| 1950  | 540       |
| 1960  | 733       |
| 1970  | 907       |
| 1980  | 1 321     |
| 1990  | 1 643     |
| 2000  | 1 870     |
| 2010  | 1 763     |
| 2020  | 1 783     |